# Massimo Consoli
Luciano Massimo Consoli (Roma, 12 dicembre 1945 – Roma, 4 novembre 2007) è stato uno scrittore, giornalista, traduttore saggista e attivista LGBT italiano, tra i padri fondatori del movimento di liberazione omosessuale in Italia.
Consoli è salutato dai suoi ammiratori come uno dei fondatori del movimento gay italiano. Autore di una quarantina di volumi, tra testi autografi e traduzioni, è uno dei principali studiosi di storia dell'omosessualità. 
Nel corso della sua pluridecennale attività ha raccolto un archivio internazionale sull'omosessualità. In particolare oggi l’archivio risulta collocato in due luoghi di conservazione, la prima parte presso l’Archivio Centrale dello Stato, mentre la seconda parte, presso l’Archivio del Gay Center di Roma, associazione romana che include e federa, tra l’altro la sezione romana dell’Arcigay. Vi sono contenuti gli originali di articoli, studi, corrispondenze circa le origini del movimento gay raccolti a partire dal 1959 in poi, oltre a migliaia di libri sull'omosessualità. 
Consoli ha riscoperto o valorizzato, attraverso traduzioni e studi, personaggi poi definiti "padri fondatori" (usando lo stesso nome della collana storica che dirige) del movimento di liberazione omosessuale, quali: Karl Heinrich Ulrichs, Karl-Maria Kertbeny, John Henry Mackay, Edward Westermarck e altri. 
È stato conoscente e amico di artisti e letterati come Dario Bellezza, Pier Paolo Pasolini, Sandro Penna, Mario Mieli e altri, e l'antropologo francese Alain Daniélou, che lo definì "papa degli omosessuali".

## Gli anni sessanta e settanta
Il suo impegno sociale e politico per i diritti delle persone omosessuali iniziò prestissimo, costituendo a diciotto anni, nel 1963, presso la propria scuola il gruppo semiclandestino "La rivoluzione è verde" (nome scelto dal colore del garofano di Oscar Wilde e dal nome della "Società delle cravatte verdi", gruppo omofilo francese ottocentesco). 
Nel 1966 l'esperienza "scolastica" si evolve in un gruppo più politicamente impegnato, ROMA-1 (Rivolta Omosessuale Maschi Anarchici - prima fase), la prima associazione romana dichiaratamente omosessuale ad aver mai visto la luce. 
Nel luglio 1968 Roma-1 affitta la propria prima sede, presso la quale si animerà il dibattito sul caso di Aldo Braibanti, il filosofo accusato di plagio in difesa del quale si mossero, tra gli altri, i radicali di Marco Pannella e lo scrittore Alberto Moravia.
Trasferitosi nei Paesi Bassi, il 17 novembre 1969 Consoli conclude la Carta di Amsterdam espressamente per i diritti degli omosessuali, dalla quale prenderà successivamente vita il Manifesto gay (20 novembre 1971) il cui nome ufficiale è Manifesto per la Rivoluzione Morale: l'Omosessualità Rivoluzionaria, che ospiterà interventi autorevoli quali quello della scrittrice Françoise D'Eaubonne e del poeta italiano emergente, Dario Bellezza. Consoli inserirà nel Manifesto un proprio rapporto sulla situazione della stampa omosessuale in Italia commissionatogli da un dirigente dell'associazione gay olandese COC. 
Nel frattempo interventi di Consoli vengono pubblicati sulla rivista omosessuale danese Uni e sulle svedesi Viking e Revolt. Nel gennaio 1972 l'associazione ROMA-1 cambia nome, diventando per un breve periodo Fronte Nazionale di Liberazione Omosessuale, quindi Rivolta Omosessuale. Le riunioni avvenivano a casa di Consoli o nell'abitazione di Dario Bellezza in via dei Pettinari 75 dove lo stesso Consoli aveva vissuto precedentemente.
Il 1º maggio del 1972 R.O esce per la prima volta in piazza, a Campo de' Fiori, insieme agli altri gruppi appena costituiti, dove però saranno costretti a subire le contestazioni da parte di esponenti del gruppo di ultrasinistra Potere Operaio. 
Nel maggio del 1973 Consoli, conscio della necessità di approfondimento teorico della realtà gay, dà vita a un ulteriore cambiamento nominale del gruppo che si trasformerà in CIDAMS (Centro Italiano per la Documentazione delle Attività delle Minoranze Sociali). 
Da questa esperienza di tipo sociologico, prenderanno le mosse iniziative di vario tipo: dal TIPCCO (Tribunale internazionale permanente per i crimini contro l'omosessualità) al premio Triangolo rosa che dopo l'uccisione di Pier Paolo Pasolini (2 novembre 1975) prenderà il nome del poeta. 
Tutto ciò fino al 21 febbraio 1976 quando il CIDAMS si trasformerà in OMPO's, prototipo di centro culturale e disco gay con sede a Testaccio, dal nome del mensile Ompo, fondato nell'aprile dell'anno precedente.
Tra le iniziative dell'associazione, che resterà attiva fino al maggio del 1978, quella di aver aperto ufficialmente nel Partito Comunista Italiano la cosiddetta "questione omosessuale". Avvenne con una manifestazione sotto la sede del partito il 30 ottobre del 1976 che aprì le celebrazioni commemorative in onore di Pier Paolo Pasolini a un anno dal suo assassinio.
Nel dicembre di quello stesso anno il TIPCCO organizza un controprocesso parallelo a quello ufficiale contro Pino Pelosi, l'assassino reo confesso del genio di Casarsa. Il 21 luglio 1978 il carrozzone consoliano riprende il proprio cammino. 
In una palazzina occupata sempre a Testaccio, di fronte alla vecchia, nasce la Gay House Ompo's. Nel tempo presso la "casa gay" si tengono numerosi incontri culturali di livello.
Grazie all'attività di osservatore partecipe ma al tempo stesso attento e non fazioso messa in atto da Consoli, la sinistra è costretta a svegliarsi su argomenti come la rivoluzione degli ayatollah khomeinisti, giubilata a torto sino ad allora persino su giornali di sinistra come Lotta Continua (con gli articoli quasi apologetici di Carlo Panella) che aveva già istituito in precedenza (1977) la cosiddetta "pagina frocia".

## Gli anni ottanta e novanta
Altro nervo scoperto della sinistra messo in luce da Consoli e dai suoi studi è stata l'omofobia violenta del regime castrista, tema ancora troppo poco noto persino fra i militanti del movimento gay. 
Il primo convegno in materia ebbe luogo l'8 maggio 1980 proprio nella sede della Gay House. Grazie a iniziative tanto interessanti, Consoli poté tenere testa al comune di Roma in una trattativa per l'assegnazione ufficiale dei locali alla sua associazione. 
Del fervore culturale tutto nuovo si accorse ben presto anche la RAI che inviò presso la struttura le telecamere del Tg2 che all'ora di pranzo, nella rubrica Costume e società, vi dedicò un lungo servizio. 
Conclusa anche l'esperienza della Gay House, Consoli vola negli Stati Uniti dove rimarrà, giorno più giorno meno, fino a metà anni ottanta. È a New York nel triste e famoso 3 luglio 1981 quando il New York Times parlò di un "raro cancro osservato in quarantuno omosessuali".
Si trattava dei primi casi di AIDS, e Consoli fu tra i primi a parlarne in Italia. Il 29 gennaio 1988 Consoli organizzò una mostra sul grave morbo, ormai noto a tutti. La mostra, tenutasi per la prima volta presso il circolo Valerio Verbano si intitolerà "Aids. Le pesti parallele". 
Nello stesso anno, il 28 agosto all'Aquila rinviene la tomba di Karl Heinrich Ulrichs (precedentemente riscoperta da Enzo Cucco), primo autore ad affrontare in dodici brevi saggi l'argomento omosessualità in pieno Ottocento. 
Sul fronte giornalistico, nel settembre 1989, diretto da Consoli, esce il numero 1/pilota del periodico Rome Gay News. Poco prima, il 20 agosto 1989 il quotidiano Paese Sera, col quale Consoli collaborava da tempo, gli affida la copertura delle vicende della comunità gay romana. 
La comunità gay, insomma, stava prendendo via via piede all'interno dei mezzi di comunicazione. Un particolare della vita pubblica italiana troppo preoccupante perché il Vaticano non intervenisse pesantemente (allora erano gli albori per questo genere di neoveemenza comunicativa!).
Consoli, riarmatosi di spirito pionieristico, inaugurerà gli anni Novanta (per la precisione il 18 febbraio) con una Ramazza gay di fronte al Vicariato romano, attaccato alla Basilica di San Giovanni in Laterano: "Visto che il Vaticano distribuisce spazzatura contro di noi, ci armiamo di ramazza e lo aiutiamo a fare pulizia". Insieme a una ventina di coraggiosi militanti prese a spazzare il sagrato della curia capitolina. 
Nel Natale del 1990 si fa autore di una iniziativa singolarissima: scrive, infatti, una Lettera ad un eterosessuale con l'obiettivo di riappacificare gay e etero dopo duemila anni di incomprensione. La mostra dell'archivio con il materiale sull'AIDS continua intanto a girare l'Italia. 
Tra il 1990 e il 1991 toccherà, tra le altre città: Massa, Ragusa, Catanzaro, Napoli e due volte Marino, nei castelli romani. Nel 1990 si presenta alle elezioni regionali del Lazio nella lista antiproibizionista (Partito Radicale) ottenendo diciotto voti di preferenza.
Nel corso del 1992, oltre a iniziative goliardiche come la creazione delle gay lire da spendere nei locali gay, iniziò la pratica tutta consoliana di beatificare i personaggi significativi della comunità. 
In quello stesso anno, nella notte tra il 1º e il 2 novembre, anniversario dell'uccisione di Pasolini, parte l'operazione Notte buia, che ad oggi (2006) ha ancora corso. Tutti i locali gay, a mezzanotte in punto, sono invitati a spegnere le luci per un minuto.
Il 12 maggio 1993, dopo il dibattito sulle dark room e l'AIDS che tanto scalpore aveva suscitato anche all'interno del movimento gay italiano, Consoli inaspettatamente e attraverso un comunicato stampa, invita " i gestori di dark rooms (sia etero che gay) di deciderne volontariamente la chiusura adibendo i locali ad altre funzioni associative e ricreative intraprendendo, in loro sostituzione, un'approfondita opera di educazione sessuale e, come purtroppo spesso si dimentica, anche sentimentale".
Il 3 dicembre 1994 parte una delle ultime grandi campagne di Consoli, gay e single: vuole adottare un bambino. Si scatenerà un forte dibattito sulla stampa e in tv che vedrà Consoli subire un attacco violentissimo e diretto da parte della gerarchia ecclesiastica. Con la metà degli anni Novanta inizia una nuova doppia campagna stampa tenuta a battesimo principalmente dal periodico Rome Gay News.
Personaggi come Roberto Maroni, Alessandra Mussolini e Nino Manfredi all'inizio del 1995 si dichiarano amici dei gay (gayfriendly). Il 6 marzo dello stesso anno l'attore Leo Gullotta sceglierà proprio Massimo per dichiararsi pubblicamente e serenamente gay: fu tra i primissimi nel mondo dello spettacolo. 
Nello stesso anno Consoli continuò intensamente l'attività di prevenzione all'Aids e alla violenza col fine di evitare ulteriori "omicidi" dopo la striscia di sangue mai conclusasi nella comunità gay romana. 
Alla vigilia di Natale guiderà una delegazione gay alla Stazione Termini dove furono consegnati ai "ragazzi di vita" che si prostituivano, materiali di conforto e informazione sull'Aids, oltre a una lettera di invito alla comprensione e all'amore. 
Il 1996 fu un anno tristissimo. Si aprì, infatti, con la campagna promossa da Consoli e altri per dare al poeta Dario Bellezza, migliore amico di Massimo, i benefici della legge Bacchelli riservata agli artisti indigenti.
La battaglia fu vinta, troppo tardi però perché Bellezza se ne giovasse: l'autore di Lettere da Sodoma morì il 31 marzo 1996 quando Consoli si trovava in Giappone per un convegno internazionale sulle emotrasfusioni. 
Tre quarti dell'autobiografia Affetti Speciali, pubblicata nel 1998, furono dedicati al rapporto specialissimo che aveva legato Consoli e Bellezza per quasi tre decenni di amicizia. 
Il 17 novembre 1997 nel ventottesimo anniversario della pubblicazione della Carta di Amsterdam le Poste italiane emettono un annullo speciale. C'è poco tempo per celebrare: all'inizio del 1998, infatti, il gesto clamoroso dello scrittore Alfredo Ormando riaccese lo scontro violentissimo tra il Vaticano e il movimento gay. 
Ormando, gay credente, per protesta il 13 gennaio si dette fuoco in piazza San Pietro e le ustioni gli procurarono la morte. A un mese dal "fattaccio", il 13 febbraio il movimento gay organizza la prima commemorazione di fronte a San Pietro. Consoli viene fermato per accertamenti dopo aver dichiarato Ormando "martire pagano" e aver preannunciato una commemorazione ogni anno in quello stesso posto.

## Dopo il 2000
Dal 2001 in poi l'attività di Consoli è stata forzatamente ridotta a causa di un cancro al colon che lo ha debilitato e costretto a numerosi ricoveri in ospedale nel tempo, portandolo anche al coma. 
Nell'autobiografia Andata e ritorno (Editore Croce 2003) Consoli narra le peripezie accadute a un passo dalla realizzazione dei più grandi desideri della sua vita: la legittimazione del proprio archivio internazionale di storia e pubblicistica gay da parte dello Stato italiano e l'adozione del giovane poco più che ventenne Lorenzo, al quale Consoli si era affezionato con spirito paterno: obiettivi centrati entrambi. Il figlio Lorenzo è stato ufficialmente adottato secondo le leggi dello Stato italiano.  
Già in vita Massimo Consoli aveva venduto, in data 22 ottobre 2001, parte del proprio archivio con annessa biblioteca LGBT al Ministero per i Beni e le Attività Culturali, attualmente conservati presso l’Archivio Centrale dello Stato, per garantirne la conservazione e la fruizione, e su cui poi fu dichiarata la “manifestazione culturale di interesse”, divenendo l’unico archivio a tematica LGBT con tale riconoscimento. Parte del restante archivio venne poi affidato, alla morte di Consoli nel 2007, per volere dello stesso all’Associazione Fondazione Massimo Consoli, che concordò con l’associazione Arcigay Roma la valorizzazione dello stesso e l’impegno per la conservazione e la fruizione, presso la sede del Gay Center, che ha poi continuato e affiancato l’impegno di Arcigay Roma. 
Massimo Consoli è morto all'1.50 di domenica 4 novembre 2007 all'ospedale di Velletri, dove era ricoverato da qualche settimana.

## Bibliografia

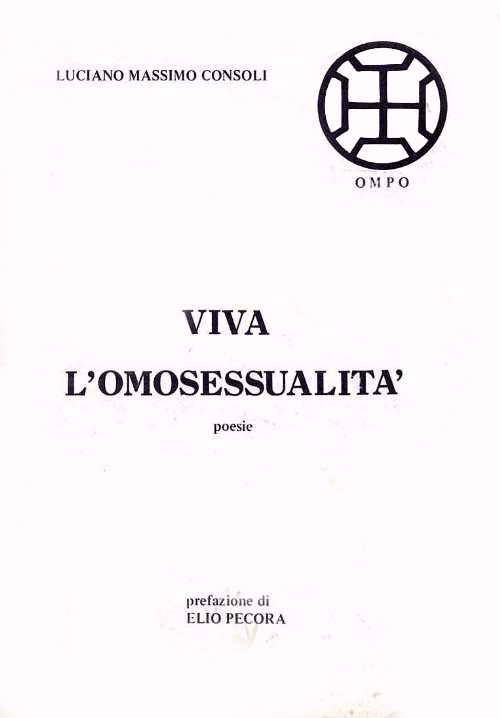
Copertina di Viva l'omosessualità (1975).